# Rövkrok
Rövkrok (även kallad spänna eller sparka rövkrok, kasta krokhas, bryta stubbar eller gippa skank) är en lek som nuförtiden främst förknippas med Gotland där den ingår som en grentävling vid Stångaspelen. Den har tidigare varit känd över stora delar av södra Sverige.
Rövkrok är en typ av styrke- och balanslek där två personer tävlar med varandra liggande på rygg, bredvid men vända åt var sitt håll. De tävlande lyfter sedan upp sina innersta ben och försöker haka i dem med varandra varpå de försöker rulla runt sin motståndare.